# Fiódor Iemeliànenko
Fiódor Iemeliànenko   (Rubijne, 28 de setembre de 1976), nom complet amb patronímic Fiódor Vladímirovitx Iemeliànenko, rus: Фёдор Влади́мирович Емелья́ненко, és un lluitador del pes pesant de sambo, judo i arts marcials mixtes.
Fou campió de l'Aliança Mundial d'Arts Marcials Mixtes Heavyweight Championship i titular del Campionat de Pes Pesant de Pride fins a ser derrotat per Fabricio Werdum el juny de 2010 després de 32 victòries consecutives.